# La felicità degli altri
La felicità degli altri (Le bonheur des uns...) è un film commedia del 2020 diretto da Daniel Cohen, la cui distribuzione è stata curata da Academy Two.

## Trama
Léa è commessa in una grande catena di abbigliamento e sta con Marc, appassionato venditore di alluminio che aspira a diventare key account manager della sua azienda. Sono grandi amici della coppia formata da Francis e Karine. Léa è acuta osservatrice e scrive un romanzo che viene immediatamente pubblicato da una prestigiosa casa editrice, diventa famosa e benestante e deve lasciare il lavoro, nonostante le ottime possibilità di carriera che le vengono offerte. Il successo di Léa scatena però l'incontenibile invidia di Karine e spinge Francis a tentare strade in cui rivelare un talento artistico che alla fine si realizzerà solo nella cucina. Anche Marc, che nel frattempo ha anche visto sfumare i suoi sogni di carriera, si sente inadeguato rispetto al successo della compagna e il rapporto con Léa entra in crisi. Karine, che ha cercato inutilmente di diventare scrittrice, trova alla fine la sua realizzazione nella corsa, riuscendo a completare una maratona. In occasione della pubblicazione del secondo romanzo di Léa, tutto sembra finalmente ricomporsi.

## Distribuzione
Il film è stato distribuito nelle sale cinematografiche italiane a partire dal 24 giugno 2021.